# Gamay Fréaux
Gamay Fréaux ist eine Rotweinsorte. Sie wurde im Jahr 1841 von Antoine Fréaux in der Gemeinde Couchey entdeckt. Unabhängig von Antoine Fréaux fanden auch Seguin sowie Roy diese Mutation der Färbertraube Gamay de Bouze. Die Weine sind von schlechter Qualität und werden meist nur wegen der tiefdunklen Farbe zum Verschnitt verwendet. Aufgrund der hohen Deckkraft der Rotweine genügen geringe Anteile im Verschnitt zur Aufbesserung farbschwacher Weine. 
Die bestockte Rebfläche nimmt ständig ab und sank von 1700 Hektar im Jahr 1958 auf unter 100 ha (Stand 1999). Die Restbestände findet man überwiegend im Weinbaugebiet Loire sowie im Burgund und im Savoie.
Siehe auch den Artikel Weinbau in Frankreich sowie die Liste von Rebsorten.
- Abstammung: Mutation der Rebsorte Gamay de Bouze.

## Synonyme
Die Rebsorte Gamay Fréaux ist auch unter den Namen Bavarica, Bojadiserka, Freau, Fréaux, Gamay bojadiser (in Ungarn), Gamay Teinturier, Gamay Teinturier Fréaux, Game bavarica, Game bojadier, Game Freo, Game tenturije, Teinturier de Couchey, Teinturier Fréaux, Teinturier Le Roy, Teinturier supérieur, Teinturier superior und Violet de Saint-Denis bekannt.

## Ampelographische Sortenmerkmale
In der Ampelographie wird der Habitus folgendermaßen beschrieben:
- Die Triebspitze ist offen. Sie ist leicht wollig behaart. Die roten Jungblätter sind nur spinnwebig behaart und sind stark glänzend.
- Die dünnen Blätter sind entweder ganz oder aber dreilappig und schwach gebuchtet. Die Stielbucht ist V-förmig offen. Das Blatt ist spitz gesägt. Die Zähne sind im Vergleich der Rebsorten eng gesetzt. Im Herbst verfärbt sich das Laub rötlich.
- Die walzen- bis kegelförmige Traube ist klein und geschultert. Die ovalen Beeren sind mittelgroß und von blauschwarzer Farbe. Der Saft der Beeren ist rötlich gefärbt.

Die früh austreibende Rebsorte reift ca. 5 Tage nach dem Gutedel und ist somit innerhalb der roten Rebsorten sehr früh reifend, so dass sie in verhältnismäßig kühlen Lagen ausreifen kann. Der Ertrag ist hoch. Die Sorte ist winterhart aber sie ist durch ihren frühen Austrieb spätfrostgefährdet.